# Lepidiota mellyi
Lepidiota mellyi är en skalbaggsart som beskrevs av Guérin-Méneville 1832. Lepidiota mellyi ingår i släktet Lepidiota och familjen Melolonthidae. Inga underarter finns listade i Catalogue of Life.